# Национальный институт аэрокосмической техники
Национальный институт аэрокосмической техники (INTA: исп. Instituto Nacional de Técnica Aeroespacial) — научно-исследовательское агентство правительства Испании со штаб-квартирой в Торрехон-де-Ардосе близ Мадрида. Основано в 1942 году, проводит исследования и разработки в области авиации и космоса, а также гидродинамики.

## Направления работ
Бюджет организации превышает 100 миллионов € и обеспечивается средствами испанского министерства обороны, а также за счёт прибыли от собственных проектов. В 2008 году в институте работало 1200 сотрудников, 80 % из которых были заняты в области научных исследований и разработок (создание новых материалов и оборудования, сертификация авиационной техники и др.).

## Космическая деятельность

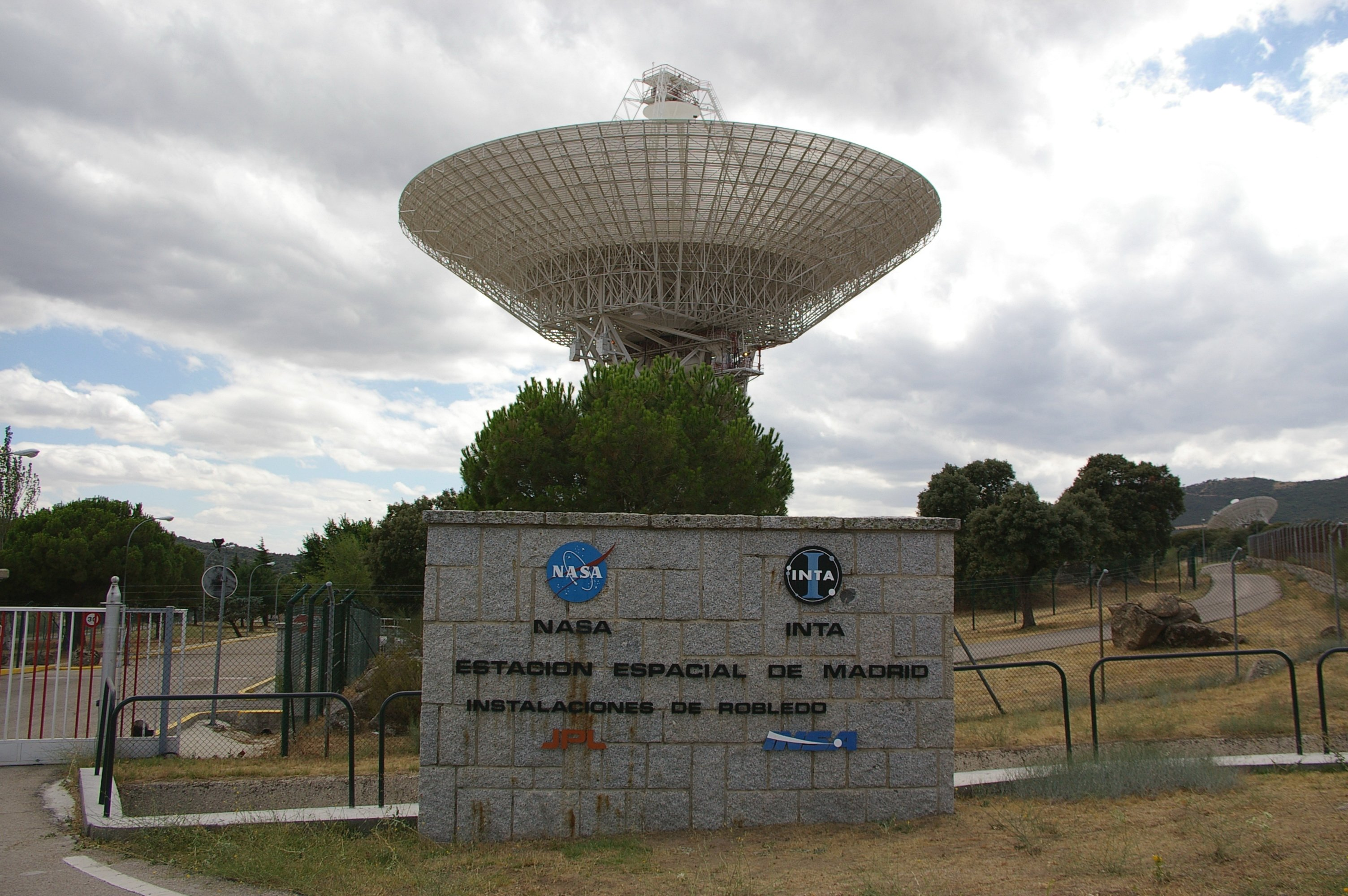
70-метровая антенна в Мадридском коммуникационном комплексе.

Агентство запустило первый спутник INTASAT 15 ноября 1974 года на борту ракеты-носителя Дельта.. Следующий спутник MiniSat-01 общим весом 190 кг был доставлен на орбиту ракетой Пегас в марте 2002 года.
В ходе реализации испанской программы по запуску микро- и наноспутников имелся перерыв в 23 года. В 1997 году работы по созданию малобюджетных космических аппаратов были восстановлены. 
Все эти спутники спроектированы и произведены целиком в Испании. Они базируются на недорогой многофункциональной платформе со стандартным интерфейсом и модулем для полезной нагрузки.
Сегодня под контролем INTA находятся Мадридский космический коммуникационный комплекс и стартовая площадка El Arenosillo на юге страны. Именно отсюда запускаются в космос метеорологические ракеты типа INTA-255 и INTA-300, которые производит институт.
13 февраля 2012 года планируется к запуску, разработанный в университете технологический спутник Xatcobeo.